# Серебряная библиотека
Серебряная библиотека (нем. Silberbibliothek) была так называемой немецкой, или камерной библиотекой, которую создал и расширил Альбрехт Бранденбург-Ансбахский в рамках своих усилий по Реформации. Она явилась отличным примером высокого уровня золотого и серебряного переплёта в Кёнигсберге благодаря предложениям, полученным в Раннем Ренессансе из Нюрнберга и Виттенберга.
Серебряная библиотека сформировала ядро королевской и университетской библиотеки Кёнигсберга и была размещена в специальной комнате над воротами замка Кёнигсберга.

## История
Самым ценным из хранившихся печатных изданий являлось 20-томное собрание, значение которого заключалось не в содержании, а в обложках, украшенных библейскими сценами и аллегориями. В 1526 году Серебряная библиотека уже содержала около сотни небольших работ. Первое место в ней занимали работы Мартина Лютера. Самое раннее собрание, собранное после идентификации переплётов ещё во времёна герцога Альбрехта, объединило восемь трудов Лютера 1523 и 1524 годов. Другие антологии также состояли почти исключительно из произведений Лютера. Прочие включали собрания трудов таких великих реформаторов, писателей и проповедников эпохи Мартина Лютера, как Лазарус Шпенглер, Мартин Буцер, Иоганн фон Штаупиц, Андреас Боденштейн, Венцеслаус Линк, Иоганн Эколампадий или Гендрик Леруа. Иоганн Полиандер (1486—1541), пастор Старого города, сам собрал большую богословскую библиотеку, ставшую основой городской библиотеки Кёнигсберга. Канцлер Иоганн Апелль (1486—1536) помогал герцогу в приобретении книг. К собранию добавились юридические, исторические, географические и медицинские издания книг на немецком языке, а иногда в собрание попадала и современная поэзия таких авторов, как Ганс Сакс. Более пятисот томов в богато украшенных переплётах были собраны и каталогизированы при жизни Альбрехта в его справочной библиотеке. Двадцать самых известных экземпляров, обрамлённых в серебро, появились в основном благодаря его второй жене Анне Марии (1532—1568). Эти двадцать томов и дали библиотеке своё имя. В 1550 году герцог Альбрехт поручил нюрнбергским ювелирам Паулю Хоффману, Герхарду Ленцу и Иеронимусу Кёслеру украсить серебром эти двадцать томов.
В результате распространявшейся секуляризации монастырей и ликвидации орденской библиотеки, которая в последний период находилась в замке Тапиау, собрания книг в 1541—1543 годах были включены в Серебряную библиотеку, что помогло преемникам Альбрехта значительно расширить фонды библиотеки.
В 1611 году двадцать серебряных томов были переданы в совет при библиотеке замка. В 1767 году они были открыты для общественного доступа. В 1787 году запасники библиотеки насчитывали 16 тыс. томов. В дополнение к редким изданиям в библиотечный каталог вошло много драгоценных библейских изданий и редких гравюр, в том числе рукопись Вульгаты XII века, отпечатанная в 1465 году. С 14 февраля 1766 года философ Иммануил Кант в течение шести лет занимал должность библиотекаря в библиотеке королевского замка. Считается, что многие из его географических познаний проистекают из этого периода, потому что Серебряная библиотека имела более обширные собрания книг, чем городская библиотека Кёнигсберга, и даже больше, чем государственная и университетская библиотеки Кёнигсберга.
Знаменитая библиотека, в особенности двадцать серебряных томов, была одной из величайших сокровищниц искусства востока Германии и поэтому являлась предметом особой защиты в военные времена. В период Семилетней войны её перевезли в казематы в Штеттине, а в 1806—1807 годах — в Мемель. В Первую мировую войну библиотека нашла убежище в Берлине. До 1945 года библиотека находилась в Кёнигсбергском замке. Самые ценные книги были утрачены в замке Карвинден. После войны несколько русских, литовских, по крайней мере один белорусский, а также различные польские экспертные комитеты отправились в Восточную Пруссию с целью отыскать книги и художественные сокровища. Тем не менее, библиотечные ценности исчезли и до сегодняшнего дня считаются полностью утраченными во время Второй мировой войны.
Считается, что большая часть Серебряной библиотеки в настоящее время находится в Польше в библиотеке Университета Николая Коперника в Торуне и в Национальной библиотеке в Варшаве.